# Minarhism
În filozofia politică libertariană, un stat de veghetor-de-noapte sau minarhist este un model de stat ale cărui funcții sunt doar de a furniza cetățenilor armată, poliția și instanțele judecătorești, protejându-i astfel de agresiune, furt, încălcarea contractuală, fraudă și de a aplica legea proprietății; prin urmare, să acționeze doar ca autoritatea de aplicare a principiului non-agresiunii. Regatul Unit din secolul al XIX-lea a fost descris de istoricul Charles Townshend ca purtătorul standardului acestei forme de guvernare în rândul țărilor occidentale.

## Etimologie
Termenul Nachtwächterstaat a fost inventat de socialistul german Ferdinand Lassalle într-un discurs din 1862 la Berlin. El a criticat statul burghez cu guvern liberal limitat, comparându-l cu un paznic de noapte a cărui unică datorie era prevenirea furtului. Sintagma a prins repede ca o descriere a guvernului capitalist, chiar dacă liberalismul a început să însemne un stat mai implicat sau un stat cu o sferă mai mare de responsabilitate. Ludwig von Mises ulterior a susținut că Lassalle a încercat să facă guvernul limitat să pară ridicol, dar că nu a fost mai ridicol decât guvernele care s-au preocupat de "pregătirea varzei acre, cu fabricarea de nasturi de pantaloni sau cu publicarea ziarelor". Susținătorii statului veghetor-de-noapte sunt minarhiștii, o contracție a „minimului” și -arhie. Arche (/ˈɑrki/; greacă veche ἀρχή) este un cuvânt grecesc care a ajuns să însemne "primul loc, putere", "metodă de guvernare", "imperiu, tărâm", "autorități" (la plural: ἀρχαί), "comand". Cuvântul „minarhist” a fost inventat de Samuel Edward Konkin III în 1980.
Format:Forme de guvernare

## Filozofie
Minarchiștii în general justifică statul pe motiv că este consecința logică a aderării la principiul non-agresiunii. Aceștia argumentează că anarhismul este practic, deoarece nu este suficient să se aplice principiul non-agresiunii, deoarece aplicarea legilor în cadrul anarhismului este deschisă concurenței.  O altă justificare comună este aceea că firmele private de apărare și instanțele de judecată ar tinde să reprezinte interesele celor care le plătesc suficient.
Unii minarchiști susțin că un stat este inevitabil, crezând astfel că anarhia este zadarnică. Robert Nozick, care publicat ideea unui stat minimal în Anarhie, Stat și Utopie, a susținut că un stat de veghe furnizează un cadru care permite orice sistem politic care respectă drepturile fundamentale ale individului și, prin urmare, justifică moral existența unui stat.

## Vezi de asemenea
- Înghețarea bugetară
- Comunitarism
- Cetățenie multiplă
- Epocalism
- Libertate de asociere
- Georgism
- Mobilitatea forței de muncă
- Colaborare deschisă
- Economie post-deficit
- Utopianism tehnologic
- Alegerea impozitelor
- Taxarea ca furt
- Partidul Fără Bani
- Noua Eră
- Nanosocialism
- Acces liber
- Sursă deschisă
- Corecție structurală
- Utopianism tehnologic
- Tehnocrație
- Voluntarism